# Pedro Reyes
Pedro Antonio Reyes González (født 13. november 1972 i Antofagasta, Chile) er en tidligere chilensk fodboldspiller (forsvarer).
Reyes tilbragte størstedelen af sin karriere i hjemlandet, hvor han blandt andet spillede for begge Santiago-storklubberne Colo-Colo og Universidad de Chile. Med Colo-Colo var han med til at vinde hele fire chilenske mesterskaber.
Udover sin tid i hjemlandet var Reyes også i fire sæsoner i Frankrig, hvor han spillede for AJ Auxerre i Ligue 1. Han blev i 1997 kåret til Årets fodboldspiller i Chile.
Reyes spillede desuden 55 kampe og scorede fire mål for det chilenske landshold. Han repræsenterede sit land ved VM i 1998 i Frankrig. Her spillede han alle sit holds fire kampe i turneringen, hvor chilenerne blev slået ud i 1/8-finalen. Han var også med til at vinde bronze ved OL i 2000 i Sydney.